# Dracosciadium
Dracosciadium là chi thực vật có hoa trong họ Apiaceae.